# Teredo portoricensis
Teredo portoricensis är en musselart som beskrevs av W. Clapp 1924. Teredo portoricensis ingår i släktet Teredo och familjen skeppsmaskar. Inga underarter finns listade i Catalogue of Life.